# Sikandarpur
Sikandarpur är en ort i Indien.   Den ligger i distriktet Ballia och delstaten Uttar Pradesh, i den nordöstra delen av landet, 700 km öster om huvudstaden New Delhi. Sikandarpur ligger 69 meter över havet och antalet invånare är 24 177.
Terrängen runt Sikandarpur är mycket platt. Runt Sikandarpur är det mycket tätbefolkat, med 1 177 invånare per kvadratkilometer. Närmaste större samhälle är Lar, 19,7 km norr om Sikandarpur. Trakten runt Sikandarpur består till största delen av jordbruksmark.